# Ainvelle, Haute-Saône
Ainvelle är en kommun i departementet Haute-Saône i regionen Bourgogne-Franche-Comté i östra Frankrike. Kommunen ligger i kantonen Saint-Loup-sur-Semouse som tillhör arrondissementet Lure. År 2022 hade Ainvelle 148 invånare.

## Befolkningsutveckling
Antalet invånare i kommunen Ainvelle
| Referens: INSEE |